# Джамель Бенламрі
Джамель Бенламрі (араб. جمال الدين بن العمري, нар. 25 грудня 1989, Алжир) — алжирський футболіст, захисник, півзахисник клубу «Аль-Шабаб».
Виступав, зокрема, за клуби «Хуссейн Дей» та «Кабілія», а також національну збірну Алжиру.
У складі збірної — володар Кубка африканських націй 2019 року.

## Клубна кар'єра
Народився 25 грудня 1989 року в місті Алжир. Вихованець футбольної школи клубу IR Hussein Dey.
У дорослому футболі дебютував 2009 року виступами за команду клубу «Хуссейн Дей», в якій провів три сезони, взявши участь у 54 матчах чемпіонату. 
Своєю грою за цю команду привернув увагу представників тренерського штабу клубу «Кабілія», до складу якого приєднався 2012 року. Відіграв за команду з Тізі-Узу наступні три сезони своєї ігрової кар'єри. Більшість часу, проведеного у складі «Кабілії», був основним гравцем команди.
Протягом 2015—2016 років захищав кольори команди клубу «ЕС Сетіф».
До складу клубу «Аш-Шабаб» приєднався 2016 року. Станом на 6 червня 2019 року відіграв за саудівську команду 58 матчів в національному чемпіонаті.

## Виступи за збірні
У 2011 році захищав кольори олімпійської збірної Алжиру. У складі цієї команди провів 11 матчів, забив 1 гол.
У 2015 році дебютував в офіційних матчах у складі національної збірної Алжиру.
Був серед основних центральних захисників національної команди й на переможному для неї Кубку африканських націй 2019 року, взявши участь у п'яти із семи матчів алжирців на турнірі.

## Титули і досягнення
- Володар Кубка африканських націй (1):

 Алжир: 2019
- Переможець Кубка арабських націй: 2021